# 求婚

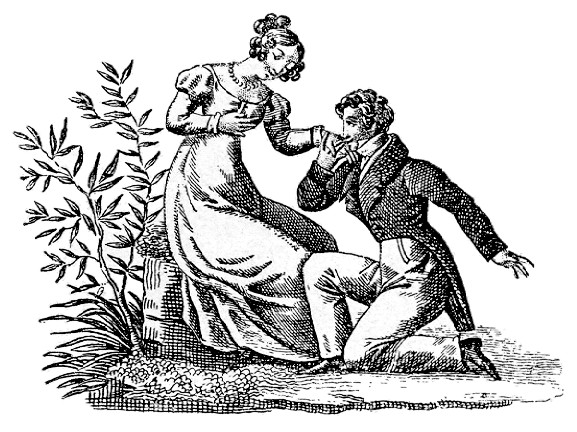
古典的な求婚

求婚（きゅうこん）は、結婚を申し込むこと。プロポーズ（propose）とも呼ばれる。
「結婚してください」「結婚しよう」と男性が女性に申し込む、あるいは女性が男性に申し込む。同性結婚が認められている国では、同性相手に求婚をすることもある。

## 概説
求婚は、結婚を決める前の一段階。結納や婚約よりも前の段階で、お互いの結婚の意思の疎通を図る。二人が結婚年齢に達していない、その他二人が法的に事実婚しかできない場合でも行われることがある。

### 求婚の方法
求婚の方法の一つとして、婚約指輪を渡す方法がある。ただしその前に（指輪なしで）婚約の言葉を誓いあうこともある（婚約を参照）。

## 求婚の歴史と現在
産業革命以前の欧米では、夜、未婚の男性が意中の女性の家を訪問し、家主の承諾を得て肉体関係を持つことなく同じベッドで夜更しをするバンドリングという庶民の風習があった。南ヨーロッパでは、求婚者が夜に意中の女性の家を訪れ、軒下でセレナーデを歌う同種の習わしがあった。バンドリングは公式の婚約とは異なるが、結婚に至る確率が高まる儀礼であった。女性の純潔を守るために幾つもの規定を設けた地域があり、親が寝ずの番をした逸話も残されている。教会の影響力が下るに連れて純潔を守りつつ婚前交渉をするという意義も薄れてしまい、19世紀にはバンドリングの風習は消滅していった。

## 記念日
1994年に桂由美が会長を務める全日本ブライダル協会が、6月の第1日曜日を「プロポーズの日」と制定している。
プロポーズは個々の事情などが大きく作用するが、なかなか踏み切れずにいるカップルにとってきっかけになれば、という考えから提唱している。また、結婚記念日は覚えていてもプロポーズの日は、特別なイベント（誕生日やクリスマスなど）と重なっていないと忘れられてしまうことが多い。生涯を共に歩みたい旨を伝えた大切な日を思い出す日にして欲しいとの思いも込められている。

## 求婚がテーマの作品
ドラマ
- 101回目のプロポーズ
- プロポーズ大作戦 (テレビドラマ)

ゲーム
- たった今考えたプロポーズの言葉を君に捧ぐよ。

## 最大の求婚メッセージ
GPSデバイスを用いて日本列島を縦断し描いた”MARRY ME”が、最大のGPSアートとしてギネス世界記録に認定されている。